# Pansexualitate

Steagul pansexualității

Pansexualitatea este o orientare sexuală din spectrul multisexualității alături de bisexualitate. Unii se etichetează și ca polisexuali. Pansexualitatea se referă la capacitatea de a simți atracție sexuală și/sau romantică față de oricine, indiferent de sexul biologic și de identitatea de gen a acestuia. Mulți pansexuali se descriu ca fiind gender-blind, considerând genul un aspect irelevant în determinarea atracției lor față de cineva sau în alegerea partenerilor. Pansexualitatea e considerată similară bisexualității. Multe femei cu orientare non-heteronormativă se etichetează ca pansexuale, însă puțini masculi bisexuali se etichetează ca pansexuali.  
Pe scurt "pansexualitatea" este atracția față de persoane de toate felurile, indiferent de gen, naționalitate, condiție socială sau religie, orientare sexuală.
Pansexualul nu este atras de mai mulți oameni, este atras de orice fel de persoană indiferent de gen. Acesta limitându-se la o singură persoană, indiferent de genul acesteia.
Pedofilii, pedosexualii, pedoabuzatorii, pedoviolatorii și orice altă parafilie nu sunt parte a comunității LGBTQIA+, contrar a ceea ce majoritatea crede.
În general, persoanele pansexuale sunt și panromantice, însă cele două identități, cea sexuală și cea romantică, nu sunt interdependente.
Pansexualii pot fi atrași de persoanele cisgender, transgender, intersex și androgin și că termenul pansexual "este în general considerat un termen mai incluziv decât bisexual". Semnificația literală a termenului poate fi interpretată ca „atrasă de tot”, persoanele care se identifică ca fiind pansexuale nu includ parafilii, cum ar fi bestialitatea, pedofilia și necrofilia, în definiția lor „și că„ subliniază faptul că termenul pansexualitate descrie doar consensual comportamente sexuale între adulți.

Unii antropologi susțin că orientarea majoritară la oameni e bisexualitatea deoarece împărțim 99% din ADN-ul nostru cu primatele Bonobo și sunt cele mai apropriate ca și comportament social de oameni. Acestea având o societate matriarhală, preponderent cu comportament bisexual, fără pruncucidere și sunt singurele animale non-umane care fac sex, față în față, tot timpul anului și ceilalați masculi izolează masculul abuzator. Acestea comunică, în cerc, între ele folosind peste 1000 de sunete diferite. Sunt singurele animale non-umane care comunică cu oamenii prin combinații de ideograme.
Orientarea sexuală și romantică nu are legătură cu reproducerea sexuată. O persoană indiferent de orientarea sexuală sau romantică poate avea sau nu progenituri. Sexul reproducător nu necesită o orientare specifică, deoarece orientarea sexuală se referă, de regulă, la un model de durată de atracție sexuală și emoțională pe termen lung, care duce adesea la legături sociale pe termen lung, în timp ce reproducerea necesită doar un singur act de copulare pentru a fertiliza ovulul prin spermatozoizi.

## Etimologia cuvântului
Prefixul pan- vine din greaca veche și  înseamnă "tot, fiecare". Prin urmare, "pansexual" va însemna "atras sexual de toate genurile/sexele".
Termenul "pansexualism" a apărut pentru prima dată în 1917 și îi este atribuit lui Sigmund Freud, care considera că "instinctul sexual joacă un rol principal în toate activitățile umane, mentale și fizice". Pansexualitatea, în accepțiunea contemporană a termenului, a devenit o orientare sexuală validă abia în ultimii ani.